# LeRon Ellis
LeRon Perry Ellis (Los Angeles, 28 aprile 1969) è un ex cestista statunitense, professionista nella NBA, in Europa, Asia e Sudamerica.
È il figlio di LeRoy Ellis.

## Carriera
È stato selezionato dai Los Angeles Clippers al primo giro del Draft NBA 1991 (22ª scelta assoluta).